# أوبرستورمبانفورر
```
'
```

'Obersturmbannführer أوبرستورمبانفورر تترجم حرفيا. قائد أعلى لوحدة هجومية هي رتبة شبه عسكرية ألمانية للحزب النازي أستخدمت من قبل كل من كتيبة العاصفة والشوتزشتافل. تم إنشاؤها في مايو 1933 لسد الحاجة إلى رتبة إضافية فوق قائد وحدة الاعتداء مع توسيع كتيبة العاصفة. أصبحت رتبة في شوتزشتافل في نفس الوقت.  ترجمت كـ "قائد وحدة الاعتداء (أو العاصفة)"،  كانت رتبة أوبرستورمبرانفيرر أصغر من شتاندارتن فوهرر ومكافئًة لأوبرسلوبمينت (ملازم أول ) في الجيش الألماني. . 

## أدولف ايخمان
تمت ترقية أدولف أيخمان إلى رتبة Obersturmbannführer في عام 1940 وكان لا يزال مدرجًا كواحد من حاملي هذه الرتبة في محاضر مؤتمر وانسيي في يناير 1942. أثناء محاكمة أيخمان على جرائم ضد الإنسانية في عام 1962، لفت كبير المدعين جدعون هاوزنر الانتباه إلى أهمية ومسؤولية رتبة أيخمان، رداً على ادعاء أيخمان بأنه كان مجرد تابع يطيع الأوامر، سأله هاوسنر: هل كنت أوبرستورمبرانفيرر أم فتاة مكتب؟ " 

## الشارة
- علامة الكتف
- بقع Gorget
- SA Gorget التصحيح
- NSFK Gorget patch
- NSKK Gorget patch
- التمويه العسكري